# Филип Блашковић
Филип Блашковић (Славонски Брод, 5. јул 1945) бивши је југословенски и хрватски фудбалер.

## Каријера
Рођен је 5. јула 1945. године у Славонском Броду. Каријеру је започео у екипи БСК-а из Славонског Брода. Играо је за загребачки Динамо у периоду од 1965. до 1976, у време када је освојен Куп сајамских градова (1967) и Куп Југославије (1969). За први тим Динама је одиграо укупно 295 званичних утакмица.
Као интернационалац наступао је у канадском Торонту (1976-1978) у чијем дресу је освојио Сокер боул 1976. године.
Играо је један меч за репрезентацију Југославије; 24. септембра 1969. против СССР-а у Београду (резултат 1:3).

## Успеси
- Динамо Загреб
  - Куп Југославије: 1969.
  - Куп сајамских градова: 1967.
- Торонто
  - Сокер боул: 1976.